# Brit Awards 2020
Les Brit Awards 2020 ont lieu le 18 février 2020 à l'O2 Arena à Londres. Il s'agit de la 40e cérémonie des Brit Awards, présentée par Jack Whitehall diffusée en direct à la télévision sur la chaîne ITV.

## Changements
Pour cette 40e édition, plusieurs changements interviennent dans les récompenses qui sont réduites à dix catégories dont trois qui changent de nom.
Les prix attribués sont : Meilleur album britannique, chanson de l'année (précédemment meilleur single britannique), meilleur artiste solo masculin britannique, meilleure artiste solo féminine britannique, meilleur groupe britannique, meilleur nouvel artiste (à la place de révélation britannique), meilleur producteur britannique, meilleur artiste solo masculin international, meilleure artiste solo féminine internationale et le Rising Star Award qui remplace le prix du choix des critiques.
Les catégories meilleure vidéo britannique, meilleur groupe international et meilleur succès global disparaissent.
Le trophée, qui est une statuette à l'image de Britannia, ne fait plus l'objet d'un design spécial imaginé par un artiste comme c'était le cas à chaque édition depuis les Brit Awards 2011.

## Critiques
Des critiques se sont élevées dans les médias à cause du peu d'artistes féminines nommées dans les catégories mixtes, en particulier celles du meilleur album britannique et du meilleur groupe britannique où seuls des artistes masculins sont en lice. La tendance s'est inversée lors de l'édition suivante des Brit Awards.

## Interprétations sur scène
Plusieurs chansons sont interprétées lors de la cérémonie:
- Mabel : Don't Call Me Up (en)
- Lewis Capaldi : Someone You Loved
- Harry Styles : Falling
- Lizzo : Cuz I Love You / Truth Hurts / Good as Hell / Juice
- Dave : Black
- Billie Eilish, Finneas O'Connell, Johnny Marr et Hans Zimmer : No Time to Die
- Celeste : Strange
- Stormzy, Burna Boy et Tiana Major9 : Don't Forget to Breathe / Wiley Flow / Own It / Rainfall
- Rod Stewart, Ronnie Wood, Kenney Jones et l'Orchestre philharmonique royal : I Don't Want to Talk About It / Stay with Me

## Palmarès
Les lauréats apparaissent en caractères gras,

### Meilleur album britannique
- Psychodrama de Dave
  - Divinely Uninspired to a Hellish Extent de Lewis Capaldi
  - Kiwanuka de Michael Kiwanuka
  - Heavy Is the Head de Stormzy
  - Fine Line de Harry Styles

### Chanson de l'année
- Someone You Loved de Lewis Capaldi
  - Location de Dave feat. Burna Boy
  - Giant de Calvin Harris et Rag'n'Bone Man
  - Don't Call Me Up (en) de Mabel
  - Nothing Breaks Like a Heart de Mark Ronson feat. Miley Cyrus
  - I Don't Care d'Ed Sheeran et Justin Bieber
  - Dancing with a Stranger de Sam Smith et Normani
  - Vossi Bop de Stormzy
  - Ladbroke Grove de AJ Tracey
  - Just You and I de Tom Walker

### Meilleur artiste solo masculin britannique
- Stormzy
  - Lewis Capaldi
  - Dave
  - Michael Kiwanuka
  - Harry Styles

### Meilleure artiste solo féminine britannique
- Mabel
  - Charli XCX
  - FKA Twigs
  - Mahalia
  - Freya Ridings

### Meilleur groupe britannique
- Foals
  - Bastille
  - Bring Me the Horizon
  - Coldplay
  - D-Block Europe

### Meilleur nouvel artiste
- Lewis Capaldi
  - Aitch (en)
  - Dave
  - Sam Fender
  - Mabel

### Rising Star Award
- Celeste[8]
  - Beabadoobee
  - Joy Crookes

### Meilleur producteur britannique
- Fred Again[9]

### Meilleur artiste solo masculin international
- Tyler, The Creator
  - Burna Boy
  - Dermot Kennedy
  - Post Malone
  - Bruce Springsteen

### Meilleure artiste solo féminine internationale
- Billie Eilish
  - Camila Cabello
  - Lana Del Rey
  - Ariana Grande
  - Lizzo

## Artistes à nominations multiples
- 4 nominations :
  - Lewis Capaldi
  - Dave

- 3 nominations :
  - Mabel
  - Stormzy

- 2 nominations :
  - Burna Boy
  - Michael Kiwanuka
  - Harry Styles

## Artiste à récompenses multiples
- 2 récompenses :
  - Lewis Capaldi